# 149 (getal)
149 (voluit honderdnegenenveertig) is een natuurlijk getal. Het ligt tussen de getallen 148 en 150.

## In de wiskunde
149 heeft onder meer de volgende eigenschappen.
- 149 is het 35e priemgetal in de lijst van priemgetallen.
- Omdat 151 ook een priemgetal is, vormt het met 149 een getallenpaar als priemtweeling.
- 149 is een emirp (van rechts naar links gelezen: prime, het Engelse woord voor priemgetal) omdat het getal 941 eveneens een priemgetal is.[1][2]
- 149 is een viervoud plus 1, zodat dit priemgetal volgens de stelling van Fermat over de som van twee kwadraten kan worden geschreven als de som van twee kwadraten: {\displaystyle (7^{2}+10^{2})}
- 149 = 62 + 72 + 82 =(1 + 5) 2 + (2 + 5) 2 + (3 + 5) 2
- 149 is het kleinste priemgetal van drie cijfers waarbij plaatsing van een nul tussen de cijfers in beide gevallen een priemgetal geeft; immers, 1049 en 1409 zijn priemgetallen.
- 149 is een irregulier priemgetal omdat het een deler is van de teller van het Bernoulli-getal B130.[3] Het quotiënt is een getal van 119 cijfers[4]:

12941041443866650440572480015245613659782624229293479589152\
570607574151828211436769095130279824791159324394195587667235
- 24 + 44 + 81 = 149. Daarmee is 149 de 12e term in de tribonacci-rij.[5]
- (149)10 = (10010101)2. In de binaire schrijfwijze van 149 staan de nullen op plaats 2, 3, 5, 7 (en dat zijn de eerste vier priemgetallen).

## In het dagelijks leven
- De 149e dag in een niet-schrikkeljaar is 29 mei.
- Artikel 149 van de Gemeentewet (NL) gaat over de bevoegdheid van de gemeenteraad.
- Artikel 149 van het Gemeentedecreet (B) gaat over het budget van de gemeente.
- De N149 in België is een gewestweg in de provincie Antwerpen.